# Ісаак Ньютон
Сер Ісаа́к Нью́то́н (англ. Sir Isaac Newton (сер Айзек Ньютон) (4 січня 1643, Вулсторп, Лінкольншир, Англійське королівство — 31 березня 1727, Лондон, Великий Лондон, Англія, Королівство Великої Британії) — англійський науковець, який заклав основи сучасного природознавства, творець класичної фізики та один із засновників числення нескінченно малих.
У книзі «Математичні начала натуральної філософії» Ньютон сформулював закони руху, відомі як закони Ньютона й закон всесвітнього тяжіння, які стали основою наукового світогляду впродовж трьох наступних століть і мали великий вплив не тільки на фізику, а й на філософію. Використовуючи свою теорію Ньютон зміг пояснити закони Кеплера, що описують рух планет навколо Сонця, чим заперечив останні сумніви щодо геліоцентричної системи світобудови.
Ньютон побудував перший телескоп-рефлектор і розвинув теорію кольору на основі спостережень розщеплення білого світла в спектр в оптичній призмі. Він сформулював емпіричний закон теплообміну, першим запропонував формулу розрахунку швидкості звуку в повітрі. У математиці Ньютон паралельно з Готфрідом Лейбніцом розвинув числення нескінченно малих, працював з рядами, узагальнив біном Ньютона та запропоновував метод Ньютона розв'язування нелінійних рівнянь.
Ньютон був ревним християнином, хоча мав деякі неортодоксальні погляди щодо природи Трійці. Чимало часу Ньютон присвятив алхімії та біблійній хронології, хоча більшість його робіт у цих галузях залишилися неопублікованими за життя.
Ньютон закінчив Кембриджський університет і був у ньому професором математики. Він був президентом Королівського наукового товариства і членом парламенту. Він служив уряду Королівства Англія у 1696—1727 роках як доглядач, з 1699 року як директор Королівського монетного двору, заклав принципи, які на сторіччя вперед забезпечили валютну стабільність та фінансову могутність Англії, перетворили Лондон на фінансовий центр світу.

## Життєпис

### Ранні роки

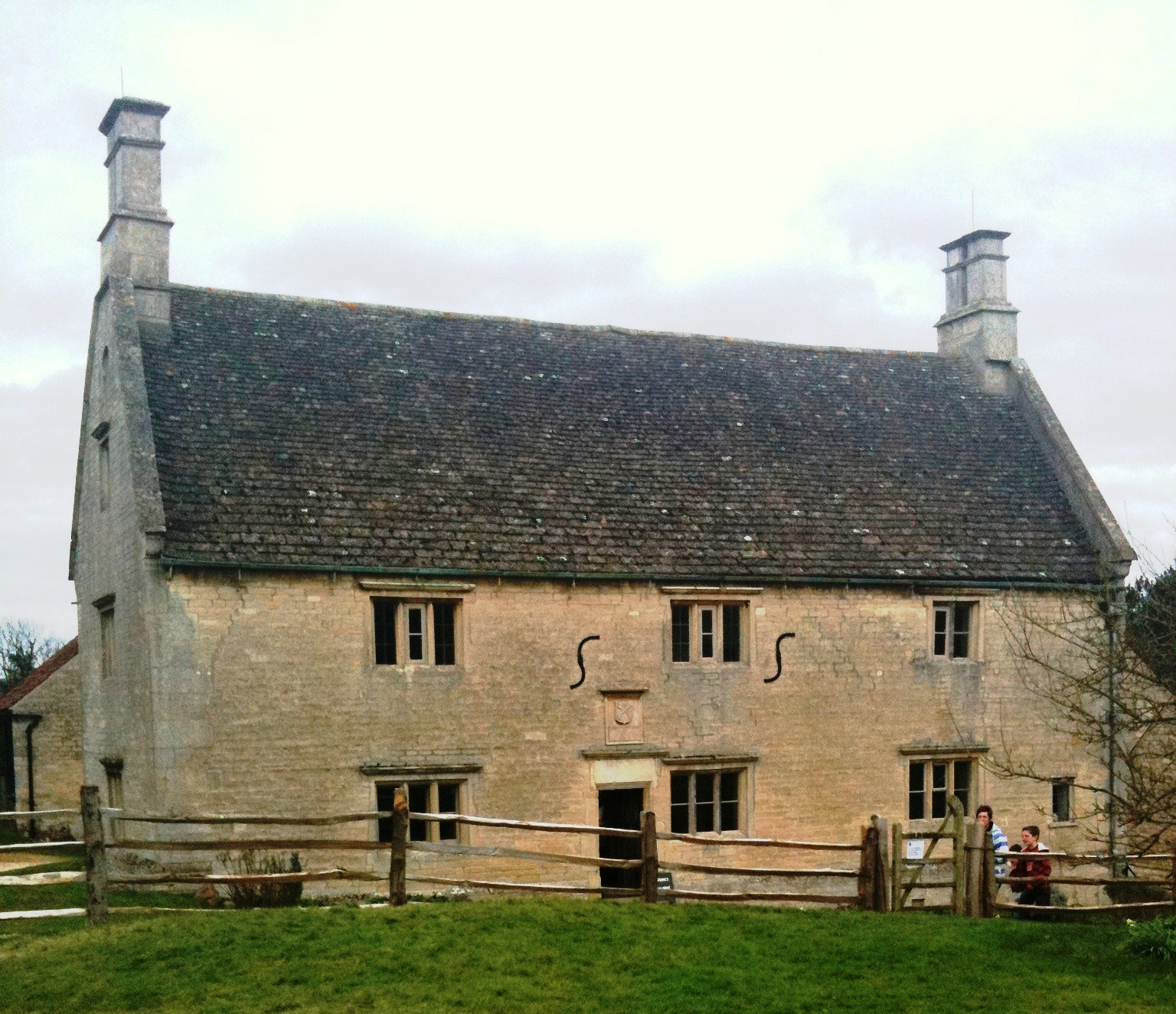
Вулсторп-Мейнор, будинок, де народився Ньютон

Ісаак Ньютон, син дрібного, але заможного фермера, народився у рік смерті Галілея й напередодні громадянської війни. Батько Ньютона не дожив до народження сина. Хлопчик народився передчасно, хворобливим, тиждень його життя висіло на волосині, його навіть довго не зважувалися хрестити. Він вижив, був похрещений (1 січня) і названий Ісааком на честь покійного батька. Факт народження під Різдво Христове Ньютон уважав особливим знаком долі. Попри слабке здоров'я в дитинстві, він прожив 84 роки.
Ньютон щиро вважав, що його рід сягає шотландських аристократів XV століття, однак історики виявили, що в 1524 році його предки були бідними селянами. До кінця XVI століття родина розбагатіла й перейшла в розряд йоменів (землевласників). У січні 1646 року мати Ньютона, Анна Ейскаф (англ. Ayscough) знову вийшла заміж; від нового чоловіка, 63-літнього вдівця, у неї були троє дітей, і їй стало не до Ісаака. Заступником хлопчика став його дядько по матері, Вільям Ейскаф. У дитинстві Ньютон, за відгуками сучасників, був мовчазний, замкнутий і відособлений, любив читати й майструвати технічні іграшки: сонячний і водяний годинник, млин тощо. Усе життя він почувався самотнім.
Вітчим помер 1653 року, частина його спадщини перейшла до матері Ньютона й була відразу ж оформлена нею на Ісаака. Мати повернулася додому, однак основну увагу приділяла трьом молодшим дітям і великому господарству. Ісаак як і раніше був наданий сам собі.
У 1655 році Ньютона віддали вчитися в розташовану неподалік школу в Грентемі, де він жив у будинку аптекаря Кларка. Незабаром хлопчик показав неабиякі здібності, однак 1659 року мати Анна повернула його в маєток і спробувала покласти на 16-літнього сина частину справ із управління господарством. Спроба не мала успіху — Ісаак віддавав перевагу всім іншим заняттям читання книг і конструювання різних механізмів. У цей час до Анни звернувся шкільний учитель Ньютона Стокс і почав умовляти її продовжити навчання надзвичайно обдарованого сина. До цього прохання приєдналися дядько Вільям і грентемський знайомий Ісаака (родич аптекаря Кларка) Гемфрі Бабінгтон, член кембриджського Триніті-коледжу. Спільними зусиллями вони зрештою добилися свого. У 1661 році Ньютон успішно закінчив школу й вирушив продовжити освіту в оплот англіканської віри й ученості — Кембриджський університет.

### Перший дослід
3 вересня 1658 року помер Олівер Кромвель, англійський революціонер, що ненадовго став повновладним правителем країни. У містечку Грентем, де в той час жив Ньютон, діти затіяли змагання зі стрибків у довжину. Помітивши, що стрибати краще за вітром, ніж проти нього, Ісаак стрибнув далі від усіх суперників. Пізніше він зайнявся дослідами: записав, на скільки футів вдається стрибнути за вітром, на скільки — проти нього і як далеко він може стрибнути у безвітряний день. Так він отримав уявлення про силу вітру, виражену в футах. Ставши знаменитим ученим, він вважав ці стрибки своїми першими експериментами.

### Триніті-Коледж (1661—1664)
У червні 1661 року 17-літній Ньютон приїхав у Кембридж. За статутом йому влаштували іспит на знання латинської мови, після чого повідомили, що він прийнятий до Триніті-коледжу (Коледж святої Трійці) Кембриджського університету. З цим навчальним закладом зв'язані понад 30 років життя Ньютона.
Коледж, як і весь університет, переживав важкий час. Щойно, 1660 року, в Англії була відновлена монархія, король Карл II часто затримував виплати університету, звільнив значну частину викладацького складу, призначену в роки громадянської війни. Усього в Триніті-Коледжі проживало 400 людей, включаючи студентів, слуг і 20 жебраків, яким за статутом коледж зобов'язаний був видавати милостиню.
Ньютона зарахували в розряд студентів-«субсайзерів», з яких не брали плату за навчання (ймовірно, за рекомендацією Бабінгтона). Документальних свідчень і спогадів про цей період його життя збереглося дуже мало. У ці роки остаточно склався характер Ньютона — наукова скрупульозність, прагнення дійти до суті, нетерпимість до обману, наклепу й гноблення, байдужість до публічної слави. У нього як і раніше не було друзів.
У квітні 1664 року Ньютон, склавши іспити, перейшов у вищу студентську категорію «сколерів» (scholars), що дало йому право на стипендію й продовження навчання в коледжі. Попри відкриття Галілея, природознавство й філософію в Кембриджі, як і раніше, викладали за Арістотелем. Однак у збережених зошитах Ньютона вже згадуються Галілей, Коперник, картезіанство, Кеплер і атомістична теорія Ґассенді. Судячи із цих зошитів, він продовжував майструвати (переважно наукові інструменти), із захопленням займався оптикою, астрономією, математикою, фонетикою, теорією музики. За спогадами сусіда по кімнаті, Ньютон безоглядно віддавався навчанню, забуваючи про їжу й сон; імовірно, попри всі труднощі, це був саме той спосіб життя, якого він сам бажав.
1664 рік у житті Ньютона був багатий і іншими подіями. Ньютон переживає творчий підйом, починає самостійну наукову діяльність і складає масштабний список (із 45 пунктів) нерозв'язаних проблем у природі й людського життя («Запитальник», лат. Questiones quaedam philosophicae). Надалі подібні списки не раз з'являються в його робочих зошитах. У березні цього ж року на недавно заснованій (1663) кафедрі математики коледжу почалися лекції нового викладача, Ісаака Барроу, великого математика, майбутнього друга й учителя Ньютона. Інтерес Ньютона до математики різко зростає. Він робить перше значне математичне відкриття: біноміальний розклад для довільного раціонального показника (включаючи від'ємні), а через неї приходить до свого головного (надзвичайно потужного й плідного) математичному методу — розкладу функції в нескінченний ряд. Нарешті, у самому кінці року Ньютон стає бакалавром.
Науковою опорою й натхненниками творчості Ньютона найбільшою мірою були фізики: Галілей, Декарт і Кеплер. Ньютон завершив їхні праці, об'єднавши в універсальну систему світу. Менший, але істотний вплив виявили інші математики й фізики: Евклід, Ферма, Гюйгенс, Валліс і його безпосередній учитель Барроу. У студентській записній книжці Ньютона є програмна фраза: «У філософії не може бути повелителя, крім істини… Ми повинні поставити пам'ятники із золота Кеплеру, Галілею, Декарту й на кожному написати: „Платон — друг, Аристотель — друг, але головний друг — істина“».

### «Чумні роки» (1665—1667)
У переддень Різдва 1664 року на лондонських будинках стали з'являтися червоні хрести — перші мітки Великої епідемії чуми. До літа смертоносна епідемія значно розширилася. 8 серпня 1665 року заняття в Триніті-коледжі були припинені й персонал розпущений до закінчення епідемії. Ньютон виїхав додому у Вулсторп, захопивши із собою основні книги, зошити й інструменти.
Це були тяжкі роки для Королівства Англія — спустошлива чума (тільки в Лондоні загинула п'ята частина населення), руйнівна війна з Голландією, Велика лондонська пожежа тощо. Але саме в ці роки у далекому селі готувався майбутній тріумф англійської науки. Істотну частину своїх наукових відкриттів Ньютон зробив у самоті «чумних років». Зі збережених заміток видно, що 23-літній Ньютон уже вільно володів базовими методами диференціального й інтегрального числень, включаючи розкладання функцій у ряди й те, що згодом було названо формулою Ньютона — Лейбніца. Провівши ряд оригінальних оптичних експериментів, він довів, що білий колір є сумішшю кольорів. Пізніше Ньютон згадував про ці роки:

«На початку 1665 року я знайшов метод наближених рядів і правило перетворення будь-якого степеня двочлена в такий ряд… у листопаді одержав прямий метод флюксій [диференціальне числення]; у січні наступного року я одержав теорію кольорів, а в травні приступив до зворотного методу флюксій [інтегральне числення]… У цей час я переживав найкращу пору своєї юності й більше цікавився математикою й філософією, як нічим досі.»

Але найвизначнішим його відкриттям у ці роки став закон всесвітнього тяжіння. Пізніше, 1686 року, Ньютон писав Галлею:

«У паперах, написаних понад 15 років тому (точно привести дату я не можу, але у всякому разі це було перед початком моєї переписки з Ольденбургом), я виразив зворотну квадратичну пропорційність тяжіння планет до Сонця залежно від відстані й обчислив правильне відношення земної ваги й conatus recedendi [тяжіння] Місяця до центру Землі, хоча й не зовсім точно.» 
Неточність, згадана Ньютоном, викликана тим, що розміри Землі й величину прискорення вільного падіння Ньютон узяв з «Механіки» Галілея, де вони наведені зі значною похибкою. Пізніше Ньютон одержав точніші дані Пікара й остаточно переконався в істинності своєї теорії.
Загальновідома легенда про те, що закон тяжіння Ньютон відкрив, спостерігаючи падіння яблука з гілки дерева. Уперше «яблуко Ньютона» мигцем згадав біограф Ньютона Вільям Стьюклі, а популярною ця легенда стала завдяки Вольтеру. Інший біограф, Генрі Пембертон, наводить міркування Ньютона (без згадування яблука) докладніше: «порівнюючи періоди декількох планет та їхні відстані до Сонця, він виявив, що… ця сила повинна знижуватися у квадратичній пропорційності зі збільшенням відстані». Інакше кажучи, Ньютон виявив, що з третього закону Кеплера, що зв'язує періоди обертання планет з відстанню до Сонця, випливає саме «формула зворотних квадратів» для закону тяжіння (у наближенні колових орбіт). Остаточне формулювання закону тяжіння, який увійшов у підручники, Ньютон вивів пізніше, після того, як йому стали відомі закони механіки.
Ці відкриття, а також багато наступних, були опубліковані на 20-40 років пізніше, ніж зроблені. Ньютон не гнався за славою. У 1670 році він писав Джону Коллінзу: «Я не бачу нічого бажаного в славі, навіть якби я був здатний заслужити її. Це, можливо, збільшило б число моїх знайомих, але це саме те, чого я найбільше намагаюся уникати.» Свою першу наукову працю (жовтень 1666), що викладала основи аналізу, він не став публікувати; її знайшли лише через 300 років.

### Початок наукової популярності (1667—1684)
У березні-червні 1666 року Ньютон відвідав Кембридж. Сміливці, що залишилися в коледжі, як виявилося, не постраждали ні від чуми, ні навіть від популярних тоді протичумних ліків (що включали кору ясена, міцний оцет, спиртні напої й сувору дієту). Однак улітку нова хвиля чуми змусила його знову виїхати додому. Нарешті, на початку 1667 року епідемія відступила, і в квітні Ньютон повернувся до Кембриджа. 1 жовтня його обрали членом Триніті-коледжу, а 1668 року він став магістром. Йому виділили простору окрему кімнату для житла, призначили непоганий оклад і передали групу студентів, з якими він кілька годин на тиждень сумлінно займався стандартними навчальними предметами. Втім, ні тоді, ні пізніше Ньютон не прославився як викладач, його лекції відвідували погано.
Усталивши своє становище, Ньютон здійснив подорож у Лондон, де незадовго до того, 1660 року, було створено Лондонське королівське товариство — авторитетна організація значних наукових діячів, одна з перших академій наук. Друкованим органом Королівського товариства був журнал «Філософські праці» (Philosophical Transactions of the Royal Society).
1669 року в Європі стали з'являтися математичні роботи, що використовували розклад у нескінченні ряди. Хоча за глибиною ці відкриття не йшли в жодне порівняння з ньютонівськими, Барроу наполіг на тому, щоб його учень зафіксував свій пріоритет у цьому питанні. Ньютон написав короткий, але досить повний конспект цієї частини своїх відкриттів, який назвав «Аналіз за допомогою рівнянь із нескінченним числом членів». Барроу переслав цей трактат у Лондон. Ньютон просив Барроу не розкривати ім'я автора роботи (але той все ж прохопився). «Аналіз» поширився серед фахівців і одержав деяку популярність в Королівстві Англія й за її межами.

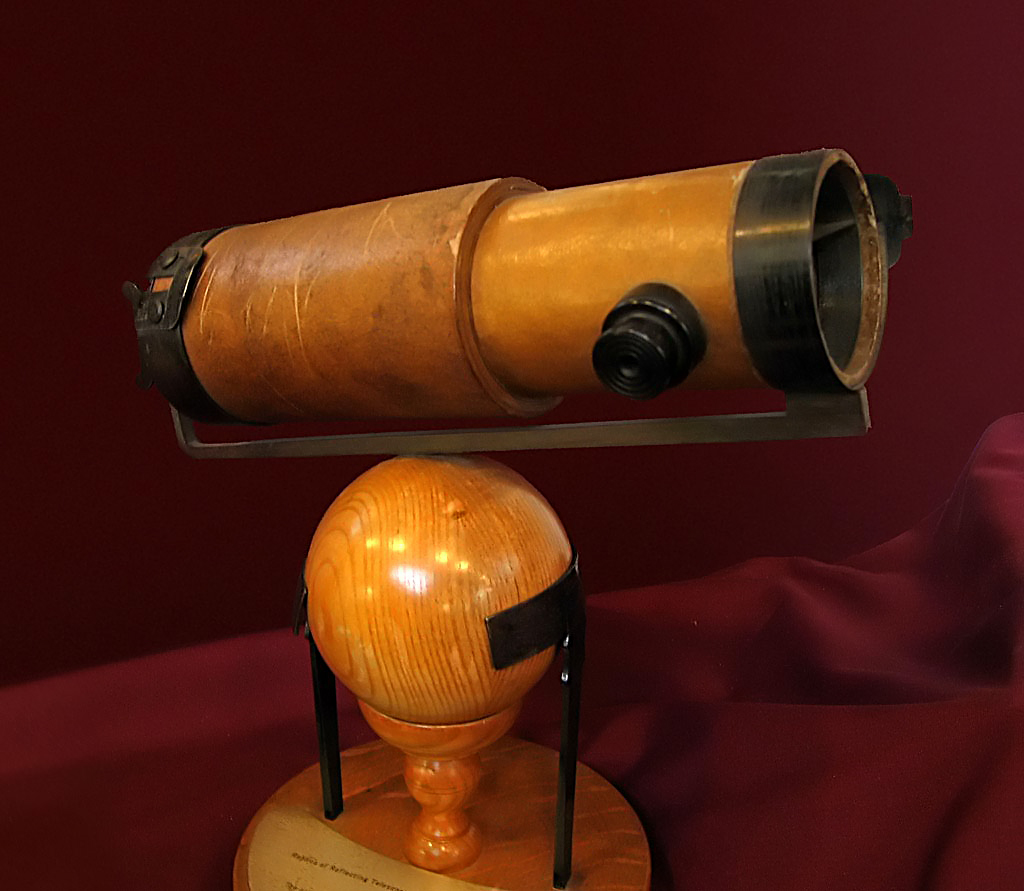
Телескоп-рефлектор Ньютона 1672 року

Того ж року Барроу прийняв запрошення короля стати придворним капеланом і залишив викладання. 29 жовтня 1669 року Ньютона обрали його спадкоємцем, професором математики й оптики Триніті-коледжу. Барроу залишив Ньютону велику лабораторію алхімії; у той період Ньютон всерйоз захопився алхімією, проводив багато хімічних дослідів.
Одночасно тривали експерименти з оптики й теорії кольору. Ньютон досліджував сферичну й хроматичну аберації. Щоб звести їх до мінімуму, він побудував змішаний телескоп-рефлектор: лінза й увігнуте сферичне дзеркало, яке він виготовив і пополірував сам. Проєкт такого телескопа вперше запропонував Джеймс Грегорі 1663 року, однак тоді задум так і не було реалізовано. Перша конструкція Ньютона (1668) виявилася невдалою, але вже наступна, з ретельніше відполірованим дзеркалом, попри невеликі розміри, давала 40-разове збільшення чудової якості.
Чутки про новий інструмент швидко дійшли до Лондона, і Ньютона запросили показати свій винахід науковій громадськості. Наприкінці 1671 — початку 1672 року пройшла демонстрація рефлектора перед королем, а потім — у Королівському товаристві. Прилад викликав загальні захоплені відгуки. Ньютон став відомим, і в січні 1672 році його обирали членом Королівського товариства. Пізніше вдосконалені рефлектори такої конструкції стали основними інструментами астрономів, з їхньою допомогою були відкриті інші галактики, червоний зсув тощо. Перший час Ньютон дорожив спілкуванням з колегами з Королівського товариства, де перебували Ісаак Барроу, Джеймс Грегорі, Джон Валліс, Роберт Гук, Роберт Бойль, Крістофер Рен та інші відомі діячі англійської науки. Однак незабаром почалися виснажливі конфлікти, яких Ньютон дуже не любив. Зокрема, розгорілася гучна полеміка з приводу природи світла. Уже в лютому 1672 року Ньютон опублікував у «Philosophical Transactions» докладний опис своїх класичних дослідів із призмами й своєю теорією кольору. Гук, який уже опублікував власну теорію кольору, заявив, що результати Ньютона його не переконали; його підтримав Християн Гюйгенс на тій підставі, що теорія Ньютона «суперечить загальноприйнятим поглядам». Ньютон відповів на їхню критику тільки через півроку, але до того часу число критиків значно помножилося. Особливу активність виявив якийсь Лінус із Льєжа, який атакував Товариство листами із зовсім абсурдними запереченнями результатів Ньютона.
Лавина некомпетентних нападок викликала в Ньютона роздратування й депресію. Він шкодував, що довірливо оприлюднив свої відкриття перед ученими-побратимами. Ньютон попрохав секретаря Товариства Ольденбурга більше не пересилати йому критичних листів і на майбутнє зарікся вплутуватися в наукові суперечки. У листах він скаржився, що поставлений перед вибором: або не публікувати свої відкриття, або витрачати час і сили на відбиття недружелюбної дилетантської критики. Врешті-решт він обрав перший варіант і 8 березня 1673 року оголосив про вихід із Королівського товариства. Ольденбург не без труднощів умовив його залишитися. Однак наукові контакти з Товариством було зведено до мінімуму.
1673 року відбулися дві важливі події. Перша — королівським указом у Триніті повернувся старий друг і заступник Ньютона, Ісаак Барроу, тепер як керівник («майстер»). Друга — математичними відкриттями Ньютона зацікавився Готфрід Вільгельм Лейбніц, відомий на той час як філософ і винахідник. Одержавши працю Ньютона 1669 року з нескінченних рядів і глибоко її вивчивши, він далі самостійно почав розбудовувати свою версію математичного аналізу. У 1676 році Ньютон і Лейбніц обмінялися листами, у яких Ньютон роз'яснив кілька своїх методів, відповів на запитання Лейбніца й натякнув на існування ще загальніших методів, поки не опублікованих (малося на увазі загальне диференціальне й інтегральне числення). Секретар Королівського товариства Генрі Ольденбург наполегливо просив Ньютона на славу Англії опублікувати свої математичні відкриття з аналізу, але Ньютон відповів, що вже п'ять років як займається іншою темою й не бажає відволікатися. На черговий лист Лейбніца Ньютон не відповів. Перша коротка публікація ньютонівського варіанту аналізу з'явилася тільки 1693 року, коли варіант Лейбніца вже набув поширення в Європі.
Кінець 1670-х років був сумний для Ньютона. У травні 1677 року зненацька помер 47-літній Барроу. Узимку того ж року в будинку Ньютона спалахнула сильна пожежа, і частина рукописного архіву Ньютона згоріла. 1678 року помер секретар Королівського товариства Ольденбург, і новим секретарем став Гук, який ставився до Ньютона неприязно. 1679 року важко занедужала мати Анна; Ньютон приїхав до неї, брав активну участь у догляді за хворою, але стан матері швидко гіршав, і вона померла. Мати й Барроу належали до невеликого кола людей, що зменшували самітність Ньютона.

### Математичні начала натуральної філософії (1684—1686)

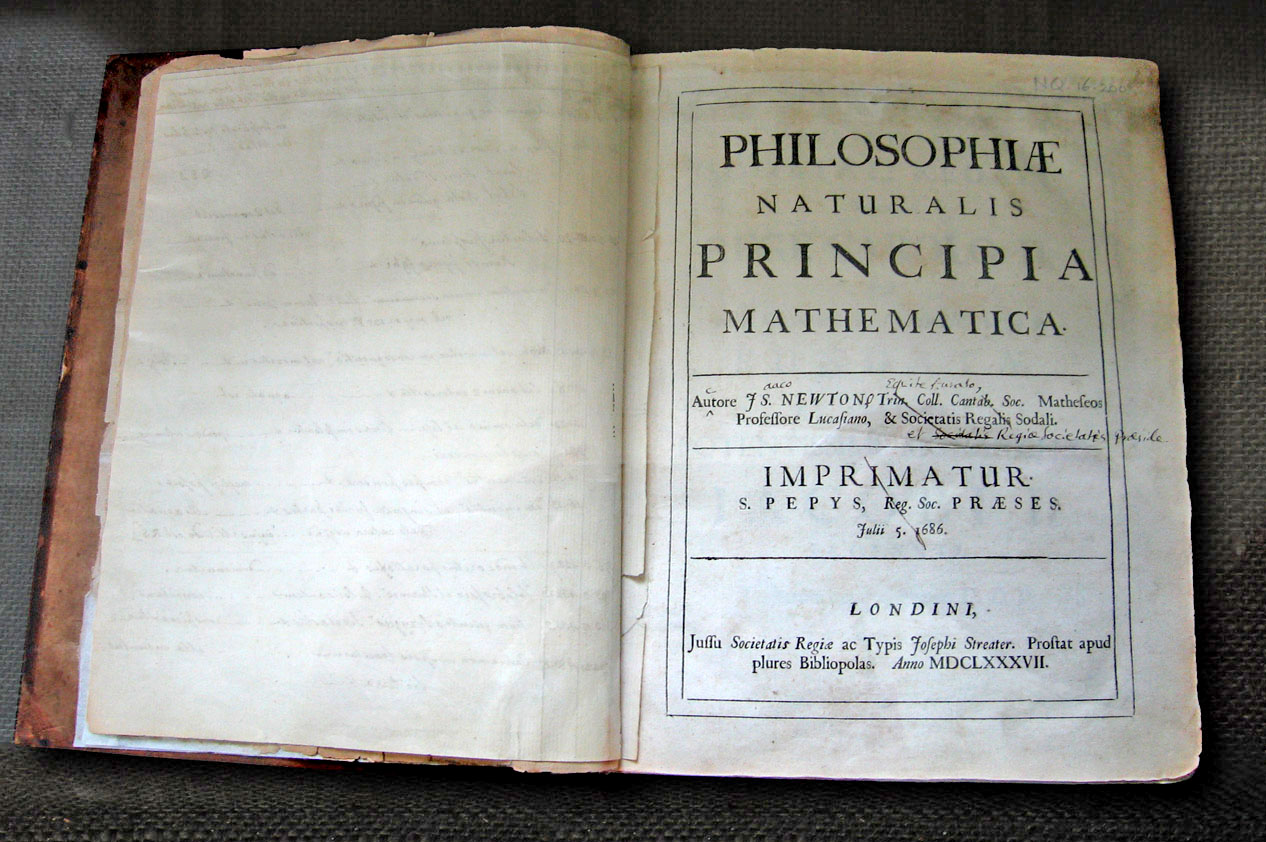
Власний і власноручно почерканий примірник «Principia»

Історія створення цієї праці, найзнаменитішої в історії науки поряд з «Началами» Евкліда, починається 1682 року, коли проходження комети Галлея викликало підйом інтересу до небесної механіки. Едмонд Галлей намагався вмовити Ньютона опублікувати його «загальну теорію руху», про яку вже давно ходили чутки в ученому товаристві. Ньютон відмовився. Він взагалі неохоче відволікався від своїх досліджень заради забарної справи видання наукових праць.
У серпні 1684 року Галлей приїхав у Кембридж і розповів Ньютону, що вони з Реном і Гуком обговорювали, як з формули закону тяжіння вивести еліптичність орбіти планет, але не знали, як підступитися до розв'язку. Ньютон повідомив, що в нього вже є такий доказ, і в листопаді надіслав Галлею готовий рукопис. Той відразу оцінив значення результату й методу, негайно знову відвідав Ньютона й цього разу зумів умовити його опублікувати свої відкриття. 10 грудня 1684 року в протоколах Королівського товариства з'явився історичний запис:
Пан Галлей… недавно бачив у Кембриджі п. Ньютона, і той показав йому цікавий трактат «De motu» (Про рух).
За бажанням п. Галлея, Ньютон обіцяв послати згаданий трактат у Товариство.
Робота над книгою йшла в 1684—1686 роках. За спогадами Гемфрі Ньютона, родича вченого і його помічника в ці роки, спочатку Ньютон писав «Начала» у перервах між дослідами з алхімії, яким приділяв основну увагу, потім поступово захопився й з наснагою присвятив себе роботі над головною книгою свого життя.
Публікацію передбачалося здійснити на засоби Королівського товариства, але на початку 1686 року Товариство видало трактат з історії риб, який не мав попиту, і тим самим виснажило свій бюджет. Тоді Галлей оголосив, що він бере витрати з публікації на себе. Товариство із вдячністю прийняло цю великодушну пропозицію і як часткову компенсацію безкоштовно надала Галлею 50 екземплярів трактату з історії риб.
Праця Ньютона — можливо, за аналогією з «Началами філософії» Декарта (1644) — одержала назву «Математичні начала натуральної філософії» (лат. Philosophiae Naturalis Principia Mathematica), тобто, сучасною мовою, «Математичні основи фізики».
28 квітня 1686 року перший том «Математичних начал» було представлено Королівському товариству. Усі три томи, після деякого авторського виправлення, вийшли 1687 року. Тираж (близько 300 екземплярів) був розпроданий за 4 роки — для того часу дуже швидко. Як фізичний, так і математичний рівень праці Ньютона зовсім непорівнянні з роботами його попередників. У ньому відсутня аристотелева або декартова метафізика, з її туманними міркуваннями й неясно сформульованими, часто надуманими, «першопричинами» природних явищ. Ньютон, наприклад, не проголошує, що в природі діє закон тяжіння, він доводить цей факт, виходячи зі спостережуваної картини руху планет та їхніх супутників. Метод Ньютона — це створення моделі явища, «не вигадуючи гіпотез», а потім уже, якщо даних досить, пошук його причин. Такий підхід, початок якому поклав Галілей, означав кінець старої фізики. Якісний опис природи поступився місцем кількісному — значну частину книги займають розрахунки, креслення й таблиці.
У своїй книзі Ньютон зрозуміло визначив базові поняття механіки, причому запровадив кілька нових, включаючи такі найважливіші фізичні величини, як маса, зовнішня сила й кількість руху. Сформульовано три закони механіки. Приводиться математичний вивід із закону тяжіння всіх трьох законів Кеплера. Описані й невідомі Кеплеру гіперболічні й параболічні орбіти небесних тіл.
Слабким місцем теорії тяжіння Ньютона, на думку багатьох учених, була відсутність пояснення природи цієї сили. Ньютон виклав тільки математичний апарат, залишивши відкритими питання про причину тяжіння та його матеріального носія. Для наукової громадськості, вихованої на філософії Декарта, це був незвичний і зухвалий підхід, і лише тріумфальний успіх небесної механіки в XVIII столітті змусив фізиків тимчасово примиритися з ньютонівською теорією. Фізичні основи тяжіння дещо прояснилися тільки через більш ніж два століття, з появою Загальної теорії відносності, хоча й досі залишаються невизначеними.
Математичний апарат і загальну структуру книги Ньютон побудував максимально близькими до тодішнього стандарту наукової строгості — «Начал» Евкліда. Математичний аналіз він свідомо майже ніде не використовував — застосування нових, незвичних методів поставило б під загрозу довіру до викладених результатів. Ці міркування, однак, знецінили ньютонівський метод викладу для наступних поколінь читачів. Книга Ньютона була першою роботою з нової фізики й одночасно однією з останніх серйозних праць, що використовують старі методи математичного дослідження. Усі послідовники Ньютона вже використовували створені ним потужні методи математичного аналізу. Найвизначнішими безпосередніми продовжувачами справи Ньютона стали Д'Аламбер, Ейлер, Лаплас, Клеро й Лагранж.
За життя автора книга витримала три видання. Слава Ньютона стає всесвітньою.

### У зеніті слави (1687—1703)
У 1689 році, після повалення влади короля Якова II, Ньютона вперше обрали до парламенту від Кембриджського університету. Він засідав там понад рік. Друге обрання відбулося в 1701—1702 роках. Існує популярний анекдот про те, що він взяв слово для виступу в палаті громад тільки один раз, попросивши закрити вікно, щоб уникнути протягу. Насправді Ньютон виконував свої парламентські обов'язки з тією ж сумлінністю, з якою він ставився до всіх своїх справ.
Близько 1691 року Ньютон серйозно занедужав (найімовірніше, отруївся під час хімічних дослідів, хоча є й інші версії — перевтома, втрата важливих результатів при пожежі й вікові недуги). Близькі побоювалися за його розум; кілька його листів цього періоду справді свідчать про психічний розлад. Тільки наприкінці 1693 року здоров'я Ньютона повністю відновилося.
У 1679 році Ньютон познайомився в Триніті з 18-літнім аристократом, аматором науки й алхімії, Чарльзом Монтег'ю. Імовірно, Ньютон справив на Монтег'ю велике враження, тому що в 1696 році, ставши лордом Галіфаксом, президентом Королівського товариства й канцлером Казначейства (тобто міністром фінансів Англії), Монтег'ю запропонував королю призначити Ньютона доглядачем Монетного двору. Король дав свою згоду, і 1696 року Ньютон залишив Кембридж і перебрався до Лондона. З 1699 року він став керівником («майстром») Монетного двору.
Для початку Ньютон досконально вивчив технологію монетного виробництва, упорядкував документообіг, переробив облік за останні 30 років. Одночасно Ньютон енергійно й кваліфіковано сприяв проведеній Монтегю грошовій реформі, відновивши довіру до ґрунтовно запущеної його попередниками монетної системи Королівства Англія. Інфляція в країні різко знизилася. Срібну монету, раніше неповновагу, почали робити на спеціальних верстатах і на обідку робили напис, тому злочинне сточування металу стало неможливим. Старі, неповновагі срібні монети за 2 роки було повністю вилучено з обігу й перекарбовано, випуск нових монет зріс, щоб устигати за потребою в них, їхня якість покращилася.
Однак чесна й компетентна людина на чолі Монетного двору влаштовувала не всіх. З перших же днів на Ньютона посипалися скарги й доноси, постійно з'являлися комісії з перевірки. Як з'ясувалося, багато доносів надходили від фальшивомонетників, роздратованих ньютонівськими реформами. Ньютон, як правило, байдуже ставився до лихослів'я, але ніколи не вибачав, якщо воно торкалося його честі й репутації. Він особисто брав участь у десятках розслідувань, і понад 100 фальшивомонетників було вистежено й засуджено; за відсутності обтяжливих обставин їх найчастіше висилали в північноамериканські колонії, але кілька ватажків було страчено. Число фальшивих монет в Королівстві Англія різко скоротилося.
Символом наукового тріумфу Ньютона стали дві події 1699 року: почалося викладання системи світу Ньютона в Кембриджі (з 1704 року — і в Оксфорді), а Французька академія наук, оплот його опонентів-картезіанців, обрала його своїм іноземним членом.
У 1703 році помер тодішній президент Королівського товариства лорд Джон Сомерс, який за 5 років свого президентства відвідав засідання Товариства лише двічі. У листопаді Ньютона обрали його спадкоємцем, і він очолював Товариство до кінця життя — понад двадцять років. На відміну від своїх попередників, він особисто брав участь у роботі всіх засідань і зробив усе для того, щоб британська академія зайняла почесне місце в науковому світі. Число членів Товариства зростало (серед них, крім Галлея, можна виділити Дені Папена, Абрахама де Муавра, Роджера Котса, Брука Тейлора та інших), проводилися й обговорювалися цікаві експерименти, якість журнальних статей значно покращилася, фінансові проблеми було пом'якшено. Товариство обзавелося платними секретарями й власною резиденцією на Фліт-Стріт, витрати на переїзд Ньютон оплатив зі своєї кишені. У ці роки Ньютона часто запрошували як консультанта в різні урядові комісії, а принцеса Кароліна, майбутня королева Великої Британії, годинами вела з ним у палаці бесіди на філософські й релігійні теми.

### Останні роки
1704 року вийшла у світ (спочатку англійською мовою) монографія «Оптика», що визначала розвиток цієї науки до початку XIX століття. Вона містила додаток «Про квадратуру кривих» — перший і досить повний виклад ньютонівської версії математичного аналізу. Фактично це була остання праця Ньютона в галузі природничих наук, хоча він прожив ще понад 20 років. Каталог залишеної ним бібліотеки містив книги переважно з історії й теології, і саме цим заняттям Ньютон присвятив залишок життя. Ньютон залишався управителем Монетного двору, оскільки цей пост, на відміну від посади доглядача, не вимагав від нього особливої активності. Двічі на тиждень він їздив на Монетний двір, раз у тиждень — на засідання Королівського товариства. Ньютон так ніколи й не здійснив подорожі за межі британського острова.
1705 року королева Анна посвятила Ньютона в лицарі. Відтепер він сер Ісаак Ньютон. Уперше в англійській історії звання лицаря було надано за наукові заслуги. Ньютон отримав власний герб і (не дуже достовірний) родовід.
1707 року вийшов збірник математичних робіт Ньютона «Універсальна арифметика». Наведені у цій книзі чисельні методи ознаменували народження нової перспективної дисципліни — чисельного аналізу.
У 1708 році починається відкрита суперечка з Лейбніцом щодо пріоритету з відкриття числення нескінченно малих, у яку були залучені навіть королівські особи. Ці безглузді чвари двох геніїв дорого обійшлися науці — британська математична школа незабаром зів'янула на ціле століття, а європейська — проігнорувала багато видатних ідей Ньютона, перевідкривши їх набагато пізніше. Конфлікт не погасила навіть смерть Лейбніца 1716 року.
Перше видання «Начал» Ньютона давно розійшлося. Багаторічна праця Ньютона з підготовки 2-го видання, уточненого й доповненого, увінчалася успіхом 1710 року, коли вийшов перший том нового видання (останній, третій — 1713 року). Початковий тираж (700 екземплярів) виявився явно недостатнім, в 1714 і 1723 роках було додрукування. При доробці другого тому Ньютону, як виняток, довелося повернутися до фізики, щоб пояснити розбіжність теорії з дослідними даними, і він відразу ж зробив велике відкриття — гідродинамічний стиск струменя. Тепер теорія добре узгоджувалася з експериментом. Ньютон додав у кінець книги «Повчання» з нищівною критикою «теорії вихорів», за допомогою якої його опоненти-картезіанці намагалися пояснити рух планет. На природне запитання «а як насправді?» у книзі випливає знаменита й чесна відповідь: «Причину… властивостей сили тяжіння я дотепер не міг вивести з явищ, гіпотез же я не вигадую».
У квітні 1714 року Ньютон узагальнив свій досвід фінансового регулювання й передав у Казначейство свою статтю «Спостереження щодо цінності золота й срібла». У статті містилися конкретні пропозиції щодо коригування вартості дорогоцінних металів. Ці пропозиції були частково прийняті, і це сприятливо позначилося на британській економіці.
Останні роки життя Ньютон присвятив написанню «Хронології прадавніх царств», якою займався близько 40 років, і підготовкою третього видання «Начал». Третє видання вийшло в 1726 році; на відміну від другого, зміни в ньому були невеликі — переважно результати нових астрономічних спостережень, включно з досить повним довідником комет, що спостерігалися з XIV століття. Серед інших була представлена розрахована орбіта комети Галлея, нова поява якої в зазначений час, 1758 року, наочно підтвердила теоретичні розрахунки (на той час уже покійних) Ньютона й Галлея. Тираж книги для наукового видання тих років міг уважатися величезним: 1250 екземплярів.
1725 року здоров'я Ньютона почало помітно гіршати (кам'яна хвороба), і він переселився в Кенсінгтон неподалік від Лондона, де помер уночі, у сні, 31 березня 1727 року. Указом короля Ньютона поховали у Вестмінстерському абатстві. На його могилі викарбувано слова: «Тут спочиває сер Ісаак Ньютон, дворянин, який майже божественним розумом першим довів з смолоскипом математики рух планет, шляхи комет і припливи океанів. Він досліджував різноманітність світлових променів і різні властивості кольорів, які при цьому з'являються, про що раніше ніхто не підозрював… Нехай смертні радіють, що існувала така прикраса роду людського.»

## Внесок у науку
Наукові праці Ньютона належать до механіки, оптики, астрономії, математики.

### Фізика
Ньютон сформулював основні закони класичної механіки, відкрив закон всесвітнього тяжіння, дисперсію світла, розвинув корпускулярну теорію світла, розробив (незалежно від Готфріда Лейбніца) диференціальне та інтегральне числення.
Узагальнивши результати досліджень в області механіки своїх попередників і своїх власних, Ньютон написав фундаментальну працю «Математичні начала натуральної філософії» («Начала», лат. Philosophiæ Naturalis Principia Mathematica), видану 1687 року. Вона містила основні поняття й аксіоматику класичної механіки, зокрема поняття маса (якому Ньютон надавав великого значення як основному в механічних процесах), кількість руху, сила, прискорення, доцентрова сила і три закони руху (закони Ньютона): закон інерції, закон пропорційності сили прискоренню і закон дії та протидії. Тут же даний його закон всесвітнього тяжіння, виходячи з якого, Ньютон пояснив рух небесних тіл (планет, їхніх супутників, комет). Відкриття цього закону знаменувало перехід від кінематичного опису Сонячної системи до динамічного пояснення явищ і остаточно затвердило перемогу вчення Коперника. Він показав, що з закону всесвітнього тяжіння випливають три закони Кеплера. Ньютон пояснив особливості руху Місяця, явище прецесії; розвинув теорію форми Земної кулі, відзначивши, що вона повинна бути стиснута на полюсах, теорію припливів та відпливів; розглянув проблему створення штучного супутника Землі тощо.
Ньютон створив фізичну картину світу, що тривалий час панувала в науці (ньютонівська теорія простору і часу). Простір і час він вважав абсолютними, постулюючи це у своїх «Началах». З таким розумінням простору і часу тісно пов'язана його ідея дальнодії — миттєвої передачі дії від одного тіла до іншого на відстань через порожній простір без допомоги матерії. Ньютонівська теорія дальнодії та його схема світу панували до початку ХХ століття. Вперше її обмеженість виявили Майкл Фарадей і Джеймс Клерк Максвелл, показавши незастосовність її до електромагнітних явищ, а теорія відносності, що виникла на початку 20 ст., остаточно довела обмеженість класичної фізики Ньютона — фізики малих швидкостей і макроскопічних масштабів. Але спеціальна теорія відносності не відкинула зовсім закономірностей, установлених класичною механікою Ньютона, а лише уточнила і доповнила її для випадку руху зі швидкостями, порівнянними зі швидкістю світла. «Нині місце ньютонівської схеми далекодійних сил, — писав Альберт Ейнштейн, — зайняла теорія поля, зазнали зміни і його закони, але все, що було створено після Ньютона є подальшим органічним розвитком його ідей та методів».
Ньютон встановив закон опору й основний закон внутрішнього тертя в рідинах і газах, дав формулу для швидкості поширення звукових хвиль.
Великий внесок зробив Ньютон в оптику. 1666 року за допомогою тригранної скляної призми він розклав біле світло на 7 кольорів (у спектр), тим самим довівши його складність (явище дисперсії), відкрив хроматичну аберацію. Намагаючись уникнути аберації в телескопах, у 1668 і 1671 роках він сконструював телескоп — рефлектор оригінальної системи — дзеркальний, де замість лінзи використовувалося увігнуте сферичне дзеркало (телескоп Ньютона). Ньютон досліджував інтерференцію і дифракцію світла. Вивчаючи колір тонких пластинок, відкрив так звані кільця Ньютона, встановив закономірності в їхньому розміщенні, висловив думку про періодичність світлового процесу. Він намагався пояснити подвійне променезаломлення і близько підійшов до відкриття явища поляризації. Ньютон вважав світло потоком корпускул — корпускулярна теорія світла (але на різних етапах розглядав можливість існування і хвильових властивостей світла, зокрема 1675 року намагався створити компромісну корпускулярно-хвильову теорію світла). Свої оптичні дослідження він виклав у «Оптиці» (1704).
Наукова творчість Ньютона зіграла винятково важливу роль в історії розвитку фізики. За словами Альберта Ейнштейна «Ньютон був першим, хто спробував сформулювати елементарні закони, що визначають часовий хід широкого класу процесів у природі з високим ступенем повноти і точності» і «… зробив своїми працями глибокий і сильний вплив на весь світогляд в цілому».

### Математика
Ньютон був серед початківців числення нескінченно малих, і в останні роки свого життя вів суперечку з Лейбніцом за пріоритет у цій області. Його математичні дослідження почалися із узагальнення біному на випадок раціональних показників, що привело його до числових рядів. Ньютону належить також ідея використання похідних для знаходження кореня нелінійного рівняння, чим зробив внесок у чисельний аналіз. Запропонований ним метод називають методом дотичних або методом Ньютона.

## Релігійні погляди

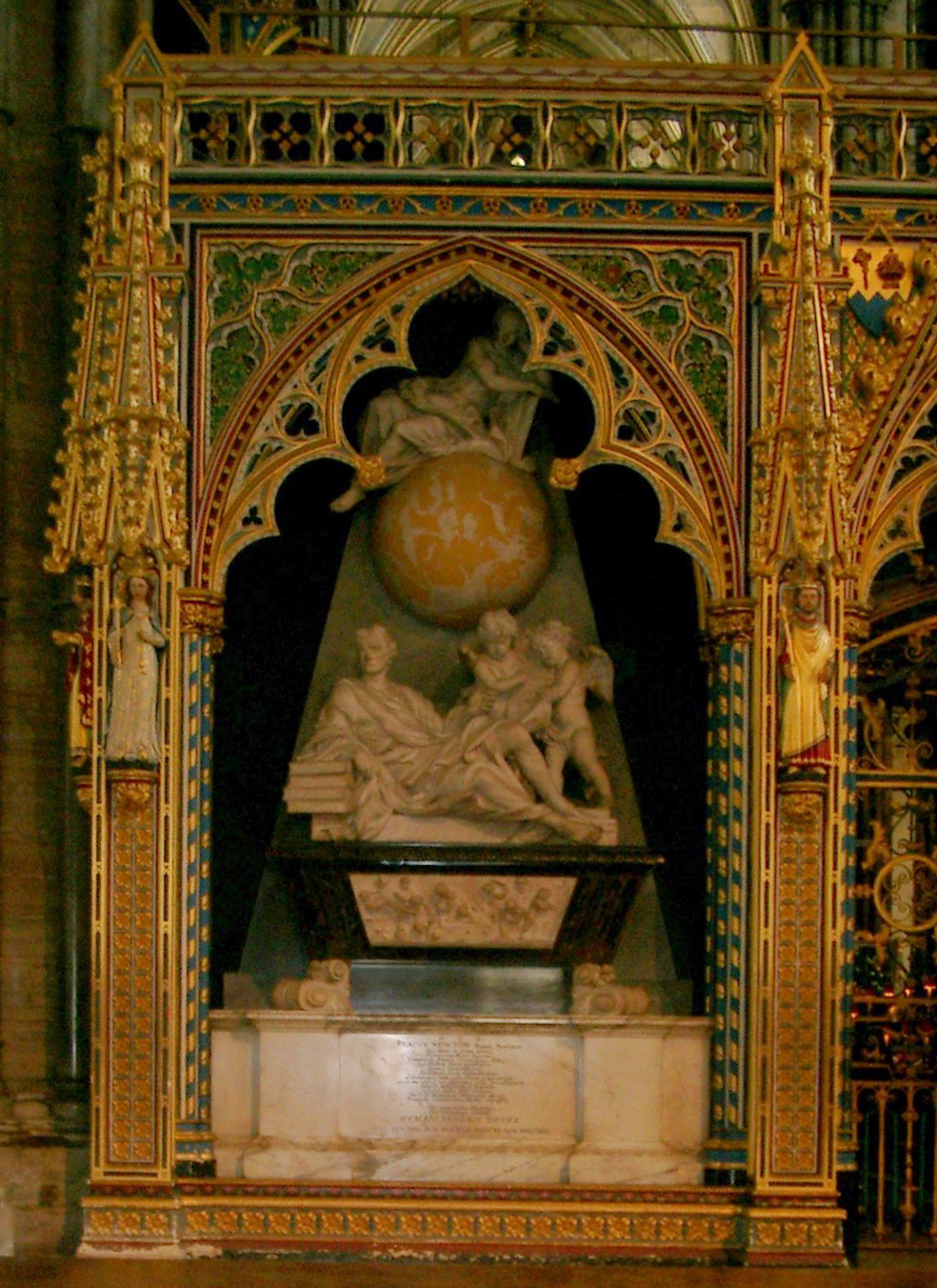
Могила Ньютона у Вестмінстерському абатстві

Ньютон був ревним християнином, але відмовився висвятитися на священика, що було звичним для тогочасного викладача університету. На перешкоді, мабуть, стали його не зовсім ортодоксальні релігійні погляди. Дослідники характеризують Ньютона як антитринітарного монотеїста. «В очах Ньютона поклоніння Христу як Богу було ідолопоклонством, для нього важким гріхом». Історик Стівен Снобелен говорить: «Ісаак Ньютон був єретиком, Але … він ніколи публічно не виголошував свої особисті переконання, які ортодокси розцінили б як до краю радикальні. Він приховував свою віру настільки добре, що дослідники досі розплутують його особисті вірування». Снобелен робить висновок, що Ньютон принаймні симпатизував социніанам (в його бібліотеці було принаймні 8 социніанських книг, які він ретельно студіював), і майже безумовно антитринітаріанином. У часи, знамениті релігійною нетерпимістю, Ньютон дуже нечасто висловлював свої погляди публічно, хіба що відмовився від прийняття сану й, перед смертю, від причастя.
Хоча Ньютон відомий перед усім завдяки своїм законам руху й всесвітнього тяжіння, він застерігав від того, щоб розглядати Всесвіт тільки як машину, величезний годинник. Він говорив: «Гравітація пояснює рух планет, але вона не може пояснити того, що приводить планети в рух. Бог управляє всіма речами й знає все, що є й що можна зробити».
Заслуговує уваги праця Ньютона над вивченням Біблії та історії Отців Церкви. Його перу належать праці з текстології, особливо «Історичні свідчення про два значних спотворення Писання». Він вивчав питання про визначення дати розп'яття Христа й назвав дату 3 квітня 33 року, що узгоджується із загальноприйнятою. Він також намагався відшукати прихований біблійний код.
Ньютон вірив у іманентність світу, але відкидав гілозоїзм Лейбніца та Спінози. На його думку світ можна й необхідно осягнути через розум. У листах Ньютон писав: «Я шукав такі Принципи, що були б сумісні для раціональної людини з вірою в Бога». Він бачив у світобудові дизайн: «Така чудова однаковість планетарної системи змушує припустити дію вибору.» Але Ньютон вірив у те, що повільне зростання нестабільностей з часом приводить до необхідності Божого втручання. Цю думку висміяв Лейбніц: «Всемогутній Бог бажає час від часу заводити годинник — бо перестане йти. Здається, він не мав достатньо глузду, щоб встановити в ньому вічний рух». Тільки через сто років Лаплас у своїй «Небесній механіці» пояснив, чому орбіти планет не потребують Божого втручання.

## Вплив на філософію та релігію

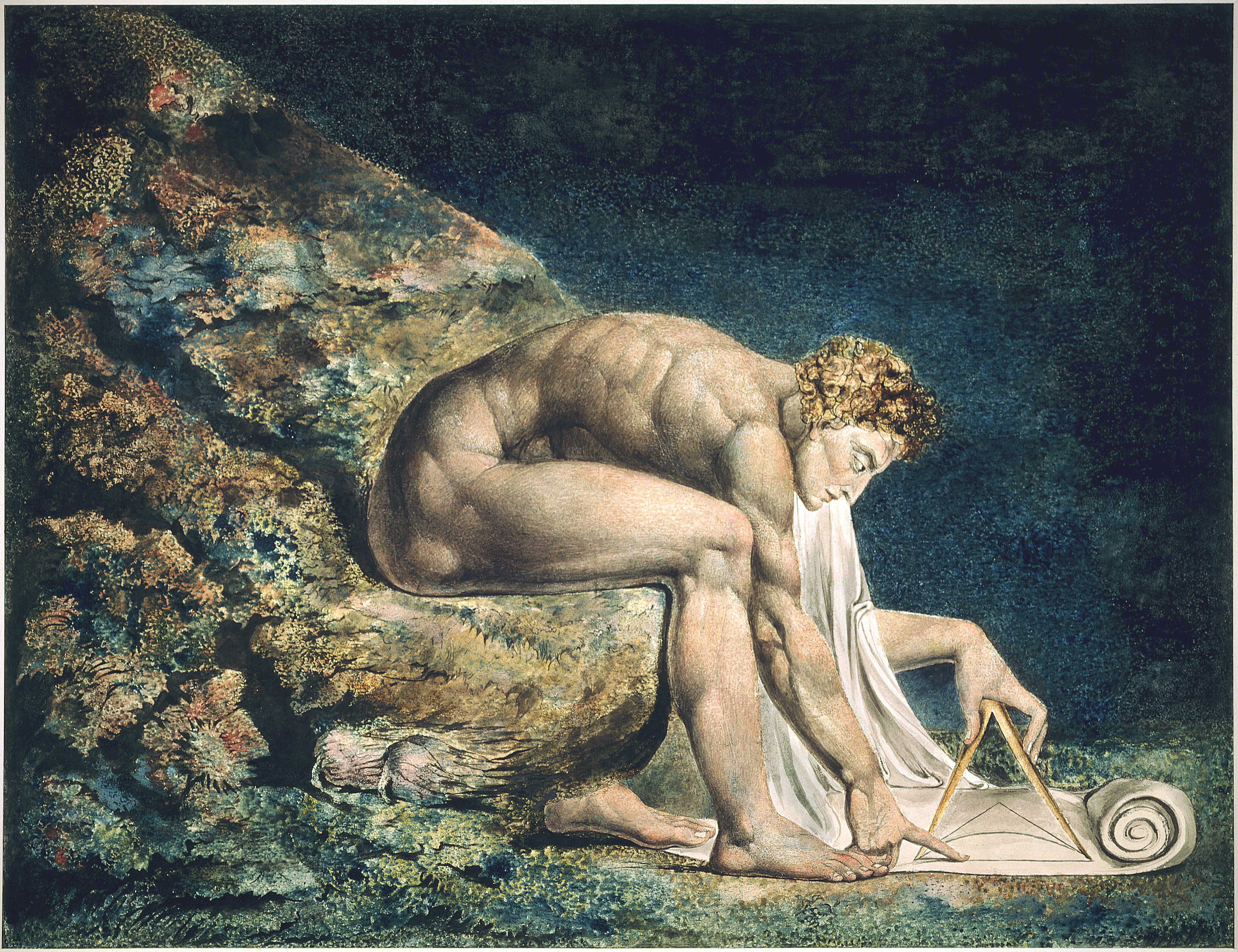
На картині Вільяма Блейка Ньютона зображено як «божественного геометра».

Ньютон та Роберт Бойль заклали основу в філософію механіцизму, популярну серед раціоналістів епохи Просвітництва. Механіцизм став потужною альтернативою пантеїзму, але священики вагалися прийняти його. Картина світу, яку пропонував Ньютон, вражала простотою і ясністю. Вона була зброєю в боротьбі як проти містицизму й марновірства, так і проти атеїзму. Хвиля англійських деїстів використовувала її для того, щоб продемонструвати можливість «природної релігії»
Механічну картину світу запропонував Роберт Бойль, а Ньютон завершив її математичним доказом і дуже успішно пропагував її. Всесвіт Ньютона створений Богом, виходячи з раціональних і універсальних принципів. Ці принципи можна відкрити, що надавало людям мету в цьому, а не загробному житті.
У Богові Ньютон бачив Творця, існування якого не можна заперечувати з огляду на велич творіння. Розуміння світу стало справою простого людського дослідження і перекладало на людей відповідальність за викорінення зла.
Матеріалісти, починаючи з епохи Просвітництва, зараховували Ньютона до своїх рядів, проголошуючи, що за своїм світоглядом Ньютон був «стихійним матеріалістом», другим після Рене Декарта великим представником механістичного матеріалізму в природознавстві 17-18 ст.

## Ушанування
На честь Ісаака Ньютона названо одиницю сили в Міжнародній системі одиниць — Ньютон.
Ньютон був першим в Англійськеому королівстві, кого висвятили в лицарі за наукові заслуги.
З 1699 року Ньютон був іноземним членом Французької академії наук.
Для світу Ісаак Ньютон став еталоном наукових заслуг. Ньютоном хімії називали пізніше Генрі Кавендіша, Ньютоном електродинаміки — Андре Ампера, Ньютоном XX століття — Альберта Ейнштейна.
Ісаака Ньютона зобразили на британській банкноті номіналом 1 фунт.
Вулиця Ньютона у містах Вознесенськ, Дніпро, Кривий Ріг, Рівне, Харків. Також існує в’їзд Ньютона у місті Харків.[джерело?]

## Твори
- Математичні начала натуральної філософії («Начала») (1687)
- Оптика (1704)
- Історичне простеження двох помітних спотворень Святого Письма

## Образ у літературі
Дитинство Ісаака описане у книзі для дітей «Володимир Лис про Сократа, Данила Галицького, Фернандо Маґеллана, Ісаака Ньютона, Шарлотту, Емілі, Енн Бронте» / В. Лис — Київ : Грані-Т, 2008. — 136 сторінок — Серія «Життя видатних дітей». — ISBN 978-966-465-159-9.